# Cibelle

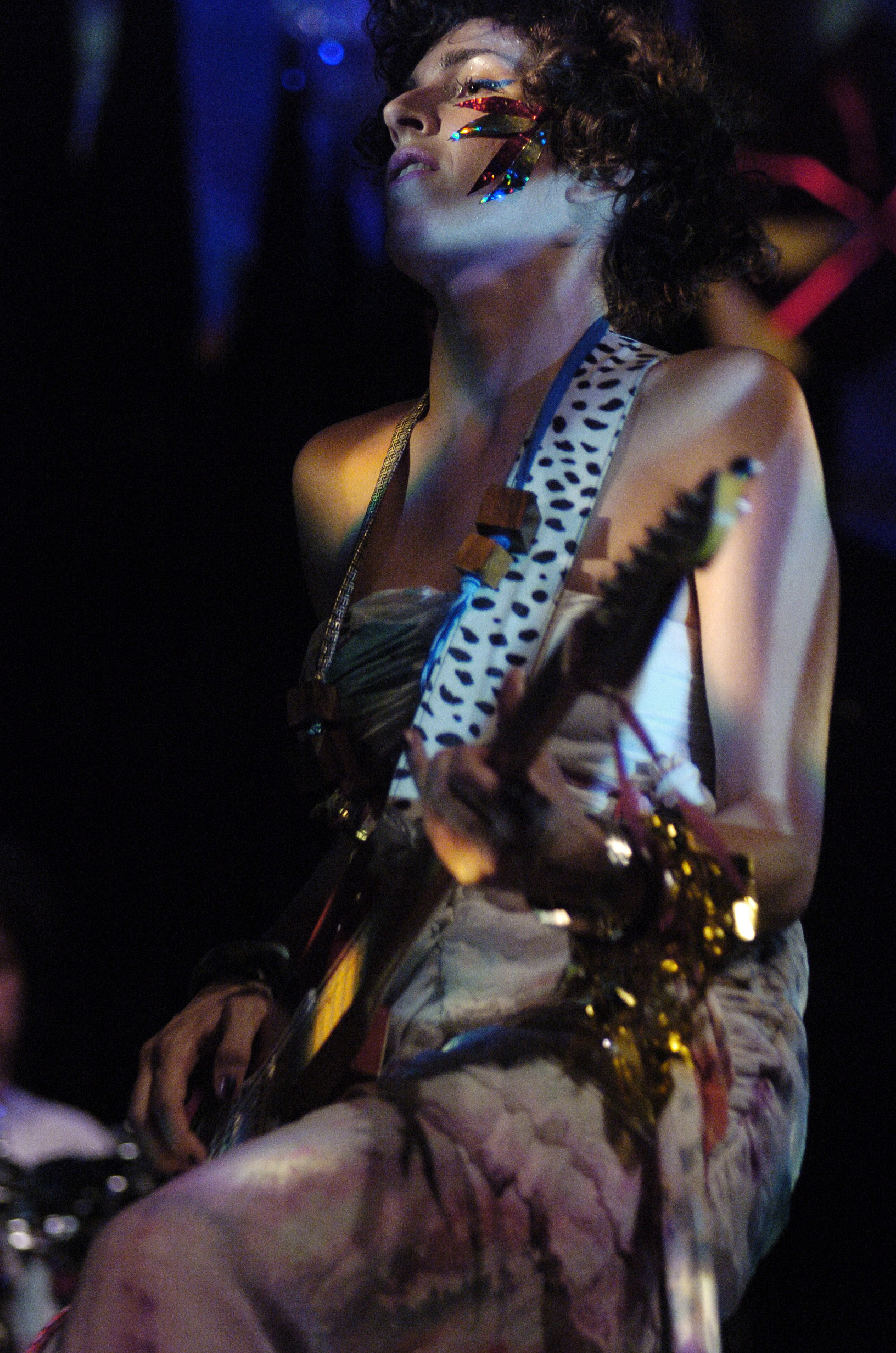
Cibelle no Auditório Ibirapuera. São Paulo. Brasil. 02/11/2007.

Cibelle é uma artista performática multimídia, cantora, compositora e produtora musical. O estilo musical de Cibelle é difícil de classificar, passando pela música eletrônica, bossa nova e folk.

## Biografia
Cibelle Cavalli nasceu em São Paulo em 2 de janeiro de 1978, hoje vivendo em Londres. Ela frequentou o conservatório Marcelo Tupinambá em São Paulo desde os seis anos de idade, onde estudou guitarra, piano, percussão e teatro. Cibelle teve uma curta carreira de modelo na adolescência, abandonando-a para dedicar-se a  atuar a partir dos vinte e poucos anos. Cibelle trabalhou em musicais, curtas-metragens e na televisão brasileira, até começar a dedicar-se mais fortemente a música.
Após conhecer um produtor sérvio Suba em um bar ela tornou-se a principal vocalista de seu álbum, São Paulo Confessions, on Ziriguiboom (lançado pelo selo belgo Crammed Discs) em 1999. Este álbum teve a mistura de música tradicional com música eletrônica, estando anos a frente da música eletrônica da época. O álbum São Paulo Confessions é um considerado como um importante precursor e álbum marco para a música eletrônica nacional. Suba morreu pouco depois do lançamento do álbum.
Cibelle em seguida apareceu no álbum de Celso Fonseca, Natural (2003). O primeiro álbum a solo de Cibelle também fora lançado em 2003. Assinando com o selo belga Crammed quando tinha 22 anos, ela começou a a passar cada vez mais tempo na Europa, mais especificamente em Paris. Para a conclusão de seu primeiro álbum ela se mudou para Londres.

## Discografia

### Álbuns
- Cibelle (2003)
- The Shine of Dried Electric Leaves (2006)
- Las Vênus Resort Palace Hotel (2010)
- ∆Unbinding∆ (2013)

### EPs
- About a Girl EP (2005)
- Noite de Carnaval/Matthew Herbert Remixes (2005)
- Green Grass EP (2007)
- White Hair EP (2008)

### Colaborações
- São Paulo Confession de Suba (1999): vocais em 3 músicas
- Fortificando a Desobediência de Xis (2002): faixa Sonho Meu
- Tributo de Suba (2002): vocais em 4 músicas
- O Cheiro do Ralo (Trilha Sonora Original) (2006)
- Electric Gypsyland (2006): 1 música de Kocani Orkestar remixada por Cibelle
- Res Inexplicata Volans de Apollo Nove (2005): vocais em 3 músicas
- Worried Noodles (TomLab Records): 1 música original (2008)
- Femina do The Legendary Tiger Man (2009): vocais em 2 músicas
- Estados Alterados Rodrigo Pitta (2013): Vocais na faixa Água tudo